# Abiel Osorio
Abiel Osorio, né le 13 juin 2002 à Buenos Aires, est un footballeur argentin qui évolue au poste d'avant-centre au Defensa y Justicia.

## Biographie

### Carrière en club
Formé au Vélez Sarsfield et passé par son équipe réserve[source insuffisante], Abiel Osorio fait ses débuts avec l'équipe première de Mauricio Pellegrino le 7 mars 2022, lors d'un match de Copa de la Liga contre l'Estudiantes de La Plata[source insuffisante].
Il marque son premier but en professionnel le 10 mai 2022, lors d'une victoire 1-2 en Copa de la Liga, contre Colón. Il fait alors partie d'un ensemble de très jeunes joueurs qui s'impose dans l'équipe première de Vélez, à l'image de Mateo Pellegrino (en), Valentín Gómez, Julián Fernández, Mateo Seoane ou Santi Castro,[source insuffisante], jouant notamment un rôle dans le parcours du club en Copa Libertadores, où il se défait d'équipes comme River Plate pour atteindre les demi-finales de la compétition, avant d'échouer face au Flamengo.